# Accademia valdarnese del Poggio
L'Accademia valdarnese del Poggio è un ente morale di promozione culturale con sede a Montevarchi.

## Storia
L'accademia fu fondata nel 1805 a Figline Valdarno e nel 1821 venne trasferita a Montevarchi nei locali dell'ex convento francescano di San Ludovico, sua attuale sede. Sin dall'inizio si è occupata di gestire il Museo paleontologico e la Biblioteca Poggiana.

## Principali attività svolte
- Editoria
- Conferenze
- Mostre
- Ricerca sul territorio
- Convegni

## Iniziative e appuntamenti svolti con periodicità
- Premio Anselmi per ricercatori che abbiano svolto tesi e studi su argomenti relativi al territorio valdarnese
- Adesione a manifestazioni ministeriali e regionali di promozione
- Edizione del periodico Memorie Valdarnesi
- Organizzazione I pomeriggi dell'Audioteca: ciclo di incontri con audizione nell'ambito dell'Audioteca Poggiana